# Somalie aux Jeux olympiques d'été de 2024
La Somalie participe aux Jeux olympiques de 2024 à Paris en France. Il s'agit de leur 11e participation à des Jeux d'été.
La délégation n'est composée que d'un seul athlète, Ali Idow Hassan, qui est donc le porte-drapeau de la Somalie.

## Athlétisme
La Somalie bénéficie d'une place attribués au nom de l'universalité des Jeux. Ali Idow Hassan, après avoir participé aux Jeux de Tokyo sur 1500m, disputera le 800 mètres masculin.
| Athlète         | Épreuve | Tour préliminaire | Tour préliminaire | 1er tour    | 1er tour    | Demi-finale  | Demi-finale  | Finale       | Finale       |
| Athlète         | Épreuve | Temps             | Rang              | Temps       | Rang        | Temps        | Rang         | Temps        | Rang         |
| --------------- | ------- | ----------------- | ----------------- | ----------- | ----------- | ------------ | ------------ | ------------ | ------------ |
| Ali Idow Hassan | 800 m   | 1 min 48 s 72     | 48e               | Non partant | Non partant | Non qualifié | Non qualifié | Non qualifié | Non qualifié |